# R. B. McCallum
R. B. McCallum (1898—1973) foi um historiador britânico. Lecionou História Moderna e Política em Oxford e fez parte dos Inklings juntamente com J. R. R. Tolkien e C. S. Lewis.
McCallum foi também o criador do termo psefologia.

## Obras
- Asquith (biografia, 1936). Série Great Lives.
- England and France, 1939-1943 (1944).
- Public Opinion and the Last Peace (1944).
- The British General Election of 1945 (1947). Com Alison Readman.
- The Liberal Party from Earl Grey to Asquith (1963). Série Men and Ideas.